# Arcidiocesi di Saint John's
L'arcidiocesi di Saint John's (in latino Archidioecesis Sancti Ioannis Terrae Novae) è una sede metropolitana della Chiesa cattolica in Canada. Nel 2023 contava 105.480 battezzati su 234.400 abitanti. È retta dall'arcivescovo Peter Joseph Hundt.

## Territorio
L'arcidiocesi comprende l'estrema parte sud-orientale della provincia canadese di Terranova.
Sede arcivescovile è la città di St. John's, dove si trova la cattedrale di San Giovanni Battista.
Il territorio si estende su 16.000 km² ed è suddiviso in 34 parrocchie.

### Provincia ecclesiastica
La provincia ecclesiastica di Saint John's, istituita nel 1904, comprende le seguenti suffraganee:
- la diocesi di Corner Brook-Labrador, eretta come prefettura apostolica di Saint George's nel 1870, diventata vicariato apostolico nel 1892, elevato a diocesi nel 1904; nel 2007 ha assunto il nome odierno;
- la diocesi di Grand Falls, eretta con il nome di diocesi di Harbour Grace nel 1856, modificato in Harbour Grace-Grand Falls nel 1958, e infine Grand Falls nel 1964.

## Storia
La prefettura apostolica di Terranova fu eretta il 30 maggio 1784, ricavandone il territorio dall'arcidiocesi di Québec. È la più antica giurisdizione ecclesiastica cattolica di lingua inglese del continente americano, essendo stata fondata nel maggio 1784, pochi mesi prima della prefettura apostolica degli Stati Uniti d'America (oggi arcidiocesi di Baltimora). La prima Messa su Terranova era stata celebrata nel 1497 durante l'esplorazione di Giovanni Caboto. Tuttavia il primo insediamento anglofono stabile fu fondato dal cattolico Lord Baltimore nel 1622: portò con sé alcuni sacerdoti gesuiti, che vi fondarono la prima comunità cattolica anglofona nel continente americano.
Il 5 gennaio 1796 la prefettura apostolica fu elevata a vicariato apostolico.
Il 1º febbraio 1820 in virtù del breve Inter multiplices di papa Pio VII incorporò l'isola di Anticosti e una parte del Labrador, che erano appartenuti all'arcidiocesi di Québec.
Il 4 giugno 1847 il vicariato apostolico fu elevato a diocesi in forza del breve Apostolici muneris di papa Pio IX, suffraganea dell'arcidiocesi di Québec.
Il 4 maggio 1852 entrò a far parte della provincia ecclesiastica di Halifax.
Il 29 febbraio 1856 cedette una porzione del suo territorio a vantaggio della diocesi di Harbour Grace (oggi diocesi di Grand Falls) e nel contempo assunse il nome di diocesi di Saint John's di Terranova.
Il 16 settembre 1870 cedette altre porzioni di territorio a vantaggio dell'erezione delle prefetture apostoliche di Saint George's (oggi diocesi di Corner Brook-Labrador) e di Placentia.
Nel 1892 inglobò parte del territorio della soppressa prefettura apostolica di Placentia.
L'8 febbraio 1904 è stata elevata al rango di arcidiocesi metropolitana con il breve In hac Beati Petri Cathedra di papa Pio X.
Dal 18 ottobre 2007 al 1º marzo 2011 è stata unita in persona episcopi alla diocesi di Grand Falls.

## Cronotassi dei vescovi
Si omettono i periodi di sede vacante non superiori ai 2 anni o non storicamente accertati.
- James Louis O'Donel, O.F.M.Obs. † (17 maggio 1784 - 1º gennaio 1807 dimesso)
- Patrick Lambert, O.F.M.Ref. † (1º gennaio 1807 succeduto - 23 settembre 1816 dimesso)
- Thomas Scallan, O.F.M.Ref. † (23 settembre 1816 succeduto - 7 giugno 1830 deceduto)
- Michael Anthony Fleming, O.F.M.Ref. † (29 maggio 1830 succeduto - 14 luglio 1850 deceduto)
- John Thomas Mullock, O.F.M.Ref. † (14 luglio 1850 succeduto - 26 marzo 1869 deceduto)
- Thomas James Power † (13 maggio 1870 - 4 dicembre 1893 deceduto)
- Michael Francis Howley † (9 gennaio 1895 - 15 ottobre 1914 deceduto)
- Edward Patrick Roche † (26 febbraio 1915 - 23 settembre 1950 deceduto)
- Patrick James Skinner, C.I.M. † (23 gennaio 1951 - 28 marzo 1979 ritirato)
- Alphonsus Liguori Penney † (28 marzo 1979 - 2 febbraio 1991 dimesso)
- James Hector MacDonald, C.S.C. † (2 febbraio 1991 - 4 dicembre 2000 ritirato)
- Brendan Michael O'Brien (4 dicembre 2000 - 1º giugno 2007 nominato arcivescovo di Kingston)
- Martin William Currie (18 ottobre 2007 - 12 dicembre 2018 ritirato)
- Peter Joseph Hundt, dal 12 dicembre 2018

## Statistiche
L'arcidiocesi nel 2023 su una popolazione di 234.400 persone contava 105.480 battezzati, corrispondenti al 45,0% del totale.
| anno | popolazione | popolazione | popolazione | presbiteri | presbiteri | presbiteri | presbiteri                | diaconi | religiosi | religiosi | parrocchie |
| anno | battezzati  | totale      | %           | numero     | secolari   | regolari   | battezzati per presbitero | diaconi | uomini    | donne     | parrocchie |
| ---- | ----------- | ----------- | ----------- | ---------- | ---------- | ---------- | ------------------------- | ------- | --------- | --------- | ---------- |
| 1950 | 60.000      | 102.000     | 58,8        | 55         | 55         |            | 1.090                     |         | 58        | 259       | 37         |
| 1966 | 80.405      | 147.343     | 54,6        | 79         | 66         | 13         | 1.017                     |         | 81        | 450       | 41         |
| 1968 | 83.347      | 146.204     | 57,0        | 75         | 62         | 13         | 1.111                     |         | 75        | 423       | 39         |
| 1976 | 90.197      | 171.744     | 52,5        | 64         | 45         | 19         | 1.409                     |         | 80        | 352       | 39         |
| 1980 | 117.862     | 205.079     | 57,5        | 75         | 57         | 18         | 1.571                     |         | 84        | 330       | 40         |
| 1990 | 123.434     | 209.198     | 59,0        | 66         | 49         | 17         | 1.870                     |         | 51        | 301       | 44         |
| 1999 | 115.857     | 208.056     | 55,7        | 56         | 41         | 15         | 2.068                     |         | 29        | 254       | 42         |
| 2000 | 116.653     | 210.736     | 55,4        | 59         | 43         | 16         | 1.977                     |         | 29        | 246       | 44         |
| 2001 | 118.205     | 212.745     | 55,6        | 57         | 42         | 15         | 2.073                     |         | 21        | 250       | 44         |
| 2002 | 117.520     | 216.570     | 54,3        | 52         | 40         | 12         | 2.260                     |         | 23        | 218       | 40         |
| 2003 | 118.995     | 218.587     | 54,4        | 51         | 38         | 13         | 2.333                     |         | 23        | 213       | 40         |
| 2004 | 111.000     | 213.000     | 52,1        | 72         | 39         | 33         | 1.541                     |         | 42        | 220       | 40         |
| 2010 | 111.000     | 224.000     | 49,6        | 54         | 42         | 12         | 2.055                     | 2       | 20        | 169       | 36         |
| 2014 | 116.100     | 234.300     | 49,6        | 47         | 40         | 7          | 2.470                     | 2       | 19        | 167       | 34         |
| 2017 | 120.135     | 242.420     | 49,6        | 48         | 37         | 11         | 2.502                     | 2       | 19        | 139       | 34         |
| 2020 | 106.000     | 225.180     | 47,1        | 44         | 33         | 11         | 2.409                     | 2       | 14        | 135       | 34         |
| 2022 | 103.840     | 230.610     | 45,0        | 38         | 29         | 9          | 2.732                     |         | 13        | 128       | 34         |
| 2023 | 105.480     | 234.400     | 45,0        | 36         | 28         | 8          | 2.930                     | 2       | 12        | 114       | 34         |